# Oncideres stillata
Oncideres stillata är en skalbaggsart som beskrevs av Aurivillius 1904. Oncideres stillata ingår i släktet Oncideres och familjen långhorningar. Inga underarter finns listade i Catalogue of Life.